# Мінеральний різновид
Мінеральні різновиди, відміни мінералів — окремі члени мінерального виду змінного складу.
Індивіди різновиду одного виду мають свої характерні ознаки складу, структури, морфології або фізичні особливості, не притаманні іншим індивідам цього виду.
Наприклад, в олівіні — (Mg, Fe)2[SiO4] як мінеральному виді, різновидами є магніїстий член — форстерит — Mg2[SiO4] і залізистий — фаяліт — Fe2[SiO4], аметист є відміною кварцу з фіолетовим забарвленням, халцедон — волокнистою відміною кварцу, брукіт — прихованокристалічною відміною сфалериту, діопсид хромистий — хромвмісною відміною діопсиду тощо.